# Англанкур
Англанку́р (фр. Englancourt) — коммуна во Франции, находится в регионе Пикардия. Департамент коммуны — Эна. Входит в состав кантона Вервен. Округ коммуны — Вервен.
Код INSEE коммуны — 02276.

## Население
Население коммуны на 2010 год составляло 118 человек.
| 1962 | 1968 | 1975 | 1982 | 1990 | 1999 | 2010 |
| ---- | ---- | ---- | ---- | ---- | ---- | ---- |
| 216  | 177  | 173  | 166  | 109  | 125  | 118  |

## Экономика
В 2010 году среди 71 человека трудоспособного возраста (15—64 лет) 54 были экономически активными, 17 — неактивными (показатель активности — 76,1 %, в 1999 году было 71,6 %). Из 54 активных жителей работали 43 человека (26 мужчин и 17 женщин), безработных было 11 (7 мужчин и 4 женщины). Среди 17 неактивных 4 человека были учениками или студентами, 6 — пенсионерами, 7 были неактивными по другим причинам.